# Театр Шелапутина

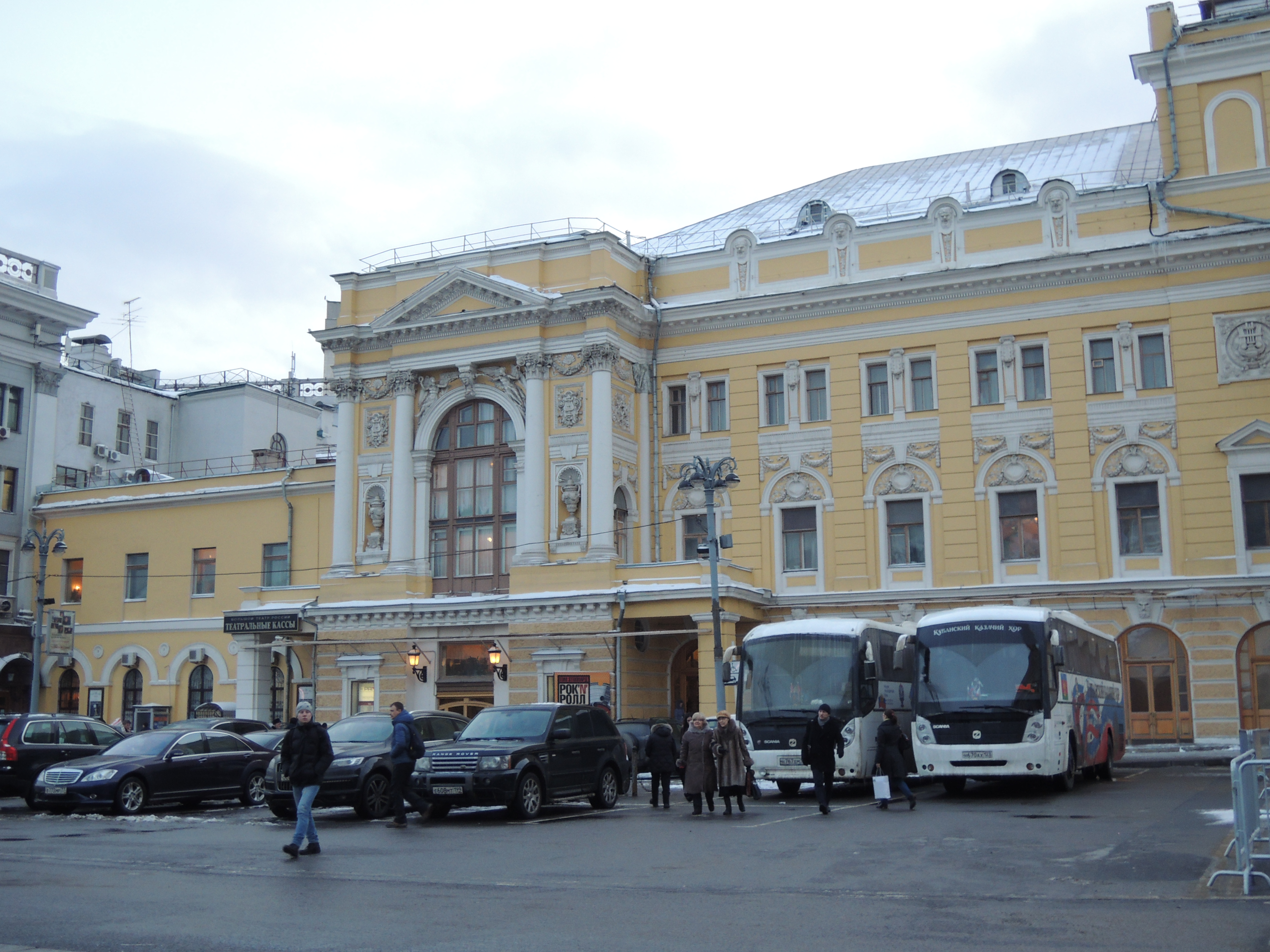
Здание РАМТа

Театр Шелапу́тина (Шелапу́тинский театр) — историческое название театрального зала в центре Москвы, на Театральной площади, функционировавшего во 2-й половине XIX — начале XX веков. Назывался так по имени одного из владельцев здания, Павла Шелапутина (в литературе термин употребляется и по отношению к более раннему периоду, когда у здания были другие владельцы). 
В настоящее время здесь расположен Российский академический молодёжный театр.

## История
Доходный дом на Театральной площади строился по заказу Константина Марковича Полторацкого по проекту архитектора Александра Элькинского. Строительство, оконченное в 1821 году, вёл архитектор Осип Бове (его помощником был Фёдор Шестаков). Также Бове и Элькинский в 1824 году перестроили дом купца Варгина на другой стороне площади под нужды Малого театра.
В 1840-х годах дом перешёл к купцу П. А. Бронникову; при нём начиная с 1869 года залы и бельэтаж дома сдавались под театр московского Артистического кружка. В 1882 году здание арендовал Михаил Валентинович Лентовский, осуществивший его существенную перестройку: был достроен третий этаж и создан практически новый зрительный зал на 1500 мест по проекту архитектора Бориса Фрейденберга.
В 1886 году здание перешло к Павлу Шелапутину. В 1898 году зал был арендован казной под Императорский новый театр, просуществовавший до 1907 года; в начале XX века здесь же давала спектакли частная опера С. Зимина.
С 1909 года помещение снимал театр Незлобина. После революции театр был преобразован в товарищество актёров. В 1924 году здание получил в своё распоряжение МХАТ 2-й, которым до 1928 года руководил Михаил Чехов, а затем Иван Берсенев. В 1936 году МХАТ 2-й был закрыт и его здание унаследовал Центральный детский театр (с 1992 года РАМТ).